# Kolej młocińska
Kolej młocińska – normalnotorowa linia kolejowa istniejąca w latach 1929–1943, prywatna kolej łącząca stację Warszawa Gdańska z Młocinami, Łomiankami i składnicą amunicji w Palmirach w Puszczy Kampinoskiej. Kolej działała pod nazwą „Kolej Elektryczna Warszawa – Młociny – Modlin” Sp. Akc. z siedzibą w Warszawie przy ul. Marszałkowskiej 94. Kapitał zakładowy w 1925 roku wynosił 250 000 000 marek.

## Historia

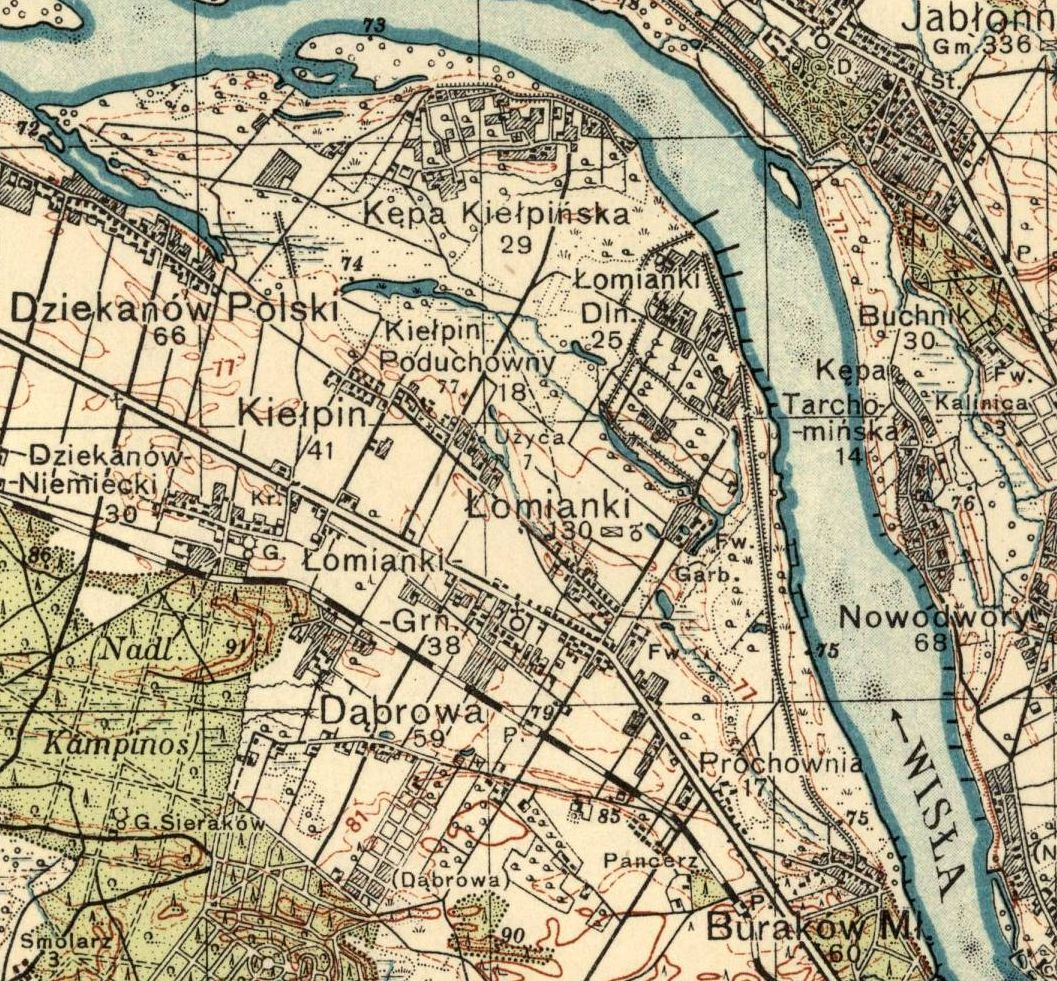
Łomianki na mapie WIG z 1933, widoczne przystanki kolejowe Łomianki i Buraków-Pancerz

Koncesję na budowę linii kolejowej łączącej Warszawę z wsią Łomianki w gminie Młociny rząd rosyjski wydał 13 lipca 1913 roku Zygmuntowi Łempickiemu. Najprawdopodobniej jednak żadne prace przy budowie nie zostały rozpoczęte w związku z wybuchem I wojny światowej.
W latach 20. XX w. popularna stała się idea budowy miast-ogrodów wokół przeludnionych miast, takie osady zaprojektowano m.in. na północ od Warszawy na Młocinach i w Dąbrowie Leśnej. W związku z tymi planami w 1920 przedsiębiorstwo „Siła i Światło” Sp. Akc. przystąpiło do planowania szybkiego i wygodnego połączenia północnych obszarów Warszawy z terenami na północ od granic miasta. W tym okresie trwały prace przy parcelacji terenu pod planowane miasto-ogród Młociny. Oczekiwano, że dobre połączenie zachęci bogatszych mieszkańców Warszawy do kupowania nieruchomości w pobliżu nowej linii, nakręcając koniunkturę. Kolejnym miastem-ogrodem zrealizowanym częściowo przy tej linii kolejowej była Dąbrowa Leśna, obecnie część miasta Łomianki, gdzie parcelacja rozpoczęła się w 1930 roku.
Dla budowy i eksploatacji linii powołana została spółka akcyjna „Kolej Elektryczna Warszawa – Młociny – Modlin”, która 17 listopada 1924 odkupiła koncesję od Łempickiego. Zezwolenie na przejęcie koncesji (nr V-7853/24) Minister Kolei wydał 22 października 1924 roku. W dniu 24 sierpnia 1925 ukazało się zarządzenie „o wywłaszczeniu gruntów do budowy kolei elektrycznej Warszawa – Młociny – Łomianki”. W następnym roku wydano zarządzenie „w sprawie wywłaszczenia gruntów prywatnych pod budowę linji kolejowej «Łomianka – Palmira»” oraz zarządzenie zmieniające.

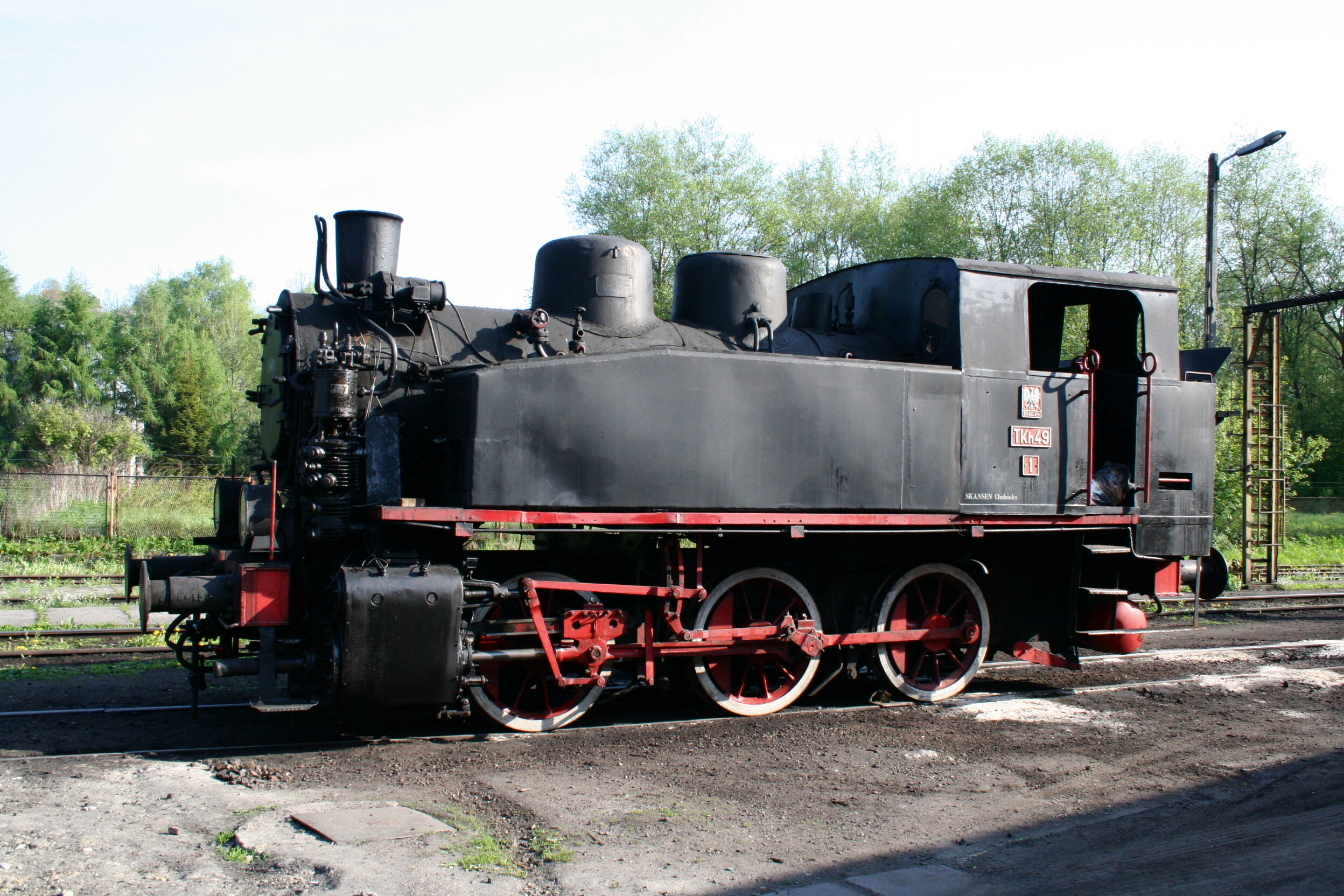
TKh49, podobny do parowozów Ferrum obsługujących linię młocińską

Linia została uruchomiona w 1929 roku. Tymczasowo obsługiwana była trakcją parową (2 parowozy „Ferrum 29”, bardzo zbliżone do powojennego typu TKh49), wagony osobowe i towarowe spółka dzierżawiła od PKP. Z powodu kryzysu gospodarczego lat 30., a następnie braku zainteresowania inwestorów i nabywców nieruchomości ruch na linii był niewielki, a linia nigdy nie została zelektryfikowana. Wbrew zamierzeniom obsługiwała głównie ruch towarowy – początkowa liczba ośmiu pociągów pasażerskich dziennie stopniowo ulegała zmniejszaniu tak, że w późniejszym okresie ruch był obsługiwany składami mieszanymi składającymi się z jednego wagonu pasażerskiego i jednego lub więcej wagonów towarowych. W ostatnim przedwojennym rozkładzie jazdy PKP, wydanym 15 maja 1939 roku, linia ta w ogóle nie figuruje, co sugeruje, że przewozy pasażerskie zostały zawieszone.

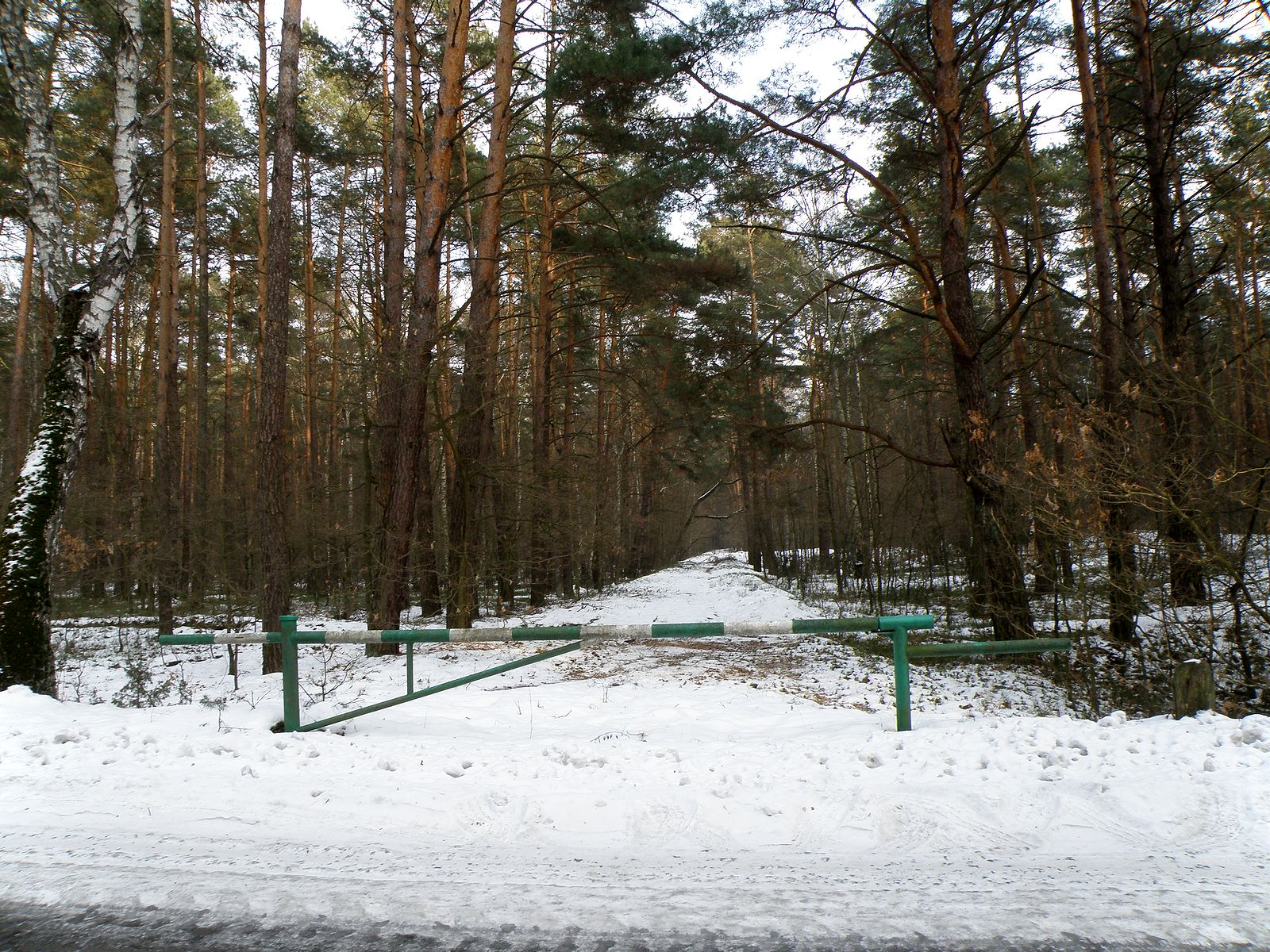
Pozostałość jednego z nasypów kolejowych w Składnicy Amunicji w Palmirach

W czasie oblężenia Warszawy we wrześniu 1939 roku linia była intensywnie wykorzystywana do transportu amunicji z wojskowych składów w Palmirach dla walczącej Warszawy. Za jej pomocą od 9 do 18 września do stolicy przewieziono z Palmir ok. 100 wagonów amunicji.
Po kapitulacji Warszawy ruch najprawdopodobniej nie został wznowiony. Pojawiają się relacje, że linia miała służyć do wywozu ludzi następnie rozstrzeliwanych w Palmirach – oficjalnie transport odbywał się jedynie ciężarówkami. Linia została w dużym stopniu rozebrana przez Niemców w 1943 roku. Z uwagi na swoje położenie z daleka od miejsc gęsto zamieszkanych, nie odbudowano jej w okresie powojennym. W związku z ogólną sytuacją gospodarczą nie planowano zakładania miast-ogrodów, a w szczególności z użyciem kapitału prywatnego. Pozostałości po linii usunięto wkrótce po wojnie, a ostatnie jej fragmenty znajdowały się jeszcze w latach 50. XX wieku w rejonie ul. Włościańskiej.
Po linii nie zostały prawie żadne pamiątki i bardzo niewiele wspomnień. Muzeum Kolejnictwa w Warszawie nie posiada w swoich zbiorach ani jednej fotografii kolei. Do dziś zachowały się nasypy i kilka betonowych przepustów na północnym odcinku linii (m.in. w lesie młocińskim kilkaset metrów od kampusu UKSW). Linia jest uwidoczniona na przedwojennych planach Warszawy, a jej przebieg jest dobrze widoczny na ortofotomapie 1945 roku.

## Trasa
Linia zaczynała się na Dworcu Gdańskim, skąd biegła w kierunku zachodnim i skręcała na północ wzdłuż dzisiejszej al. Jana Pawła II do pl. Grunwaldzkiego, dalej biegła mniej więcej wzdłuż dzisiejszej ul. Broniewskiego, od której odchodziła przy skrzyżowaniu z ul. Krasińskiego i dalej przecinała dzisiejsze osiedle Sady Żoliborskie (częściowo wzdłuż ul. Braci Załuskich i dzisiejszej Żelazowskiej), przecinała dzisiejsze skrzyżowanie ul. Żeromskiego i Kasprowicza, zbliżając się do ul. Marymonckiej na wysokości ul. Smoleńskiego.
Następnie odchodziła od Marymonckiej mniej więcej na wysokości dzisiejszej ul. Pasymskiej, dalej wiodła wzdłuż ul. Balaton, Stary Tor i Kolejowej w Łomiankach. Za Łomiankami odbijała w bok prowadząc do wojskowych składów amunicji, idąc dzisiejszą ul. Lutza w Dziekanowie w kierunku Palmir.
Wybudowano również kilka bocznic służących wyłącznie dla ruchu towarowego – do zakładów PZInż. przy ul. Włościańskiej, do CIWF, do lotniska bielańskiego, układano również tymczasowe bocznice służące do dowożenia materiałów budowlanych na pobliskie budowy Żoliborza.
Przystanki na trasie posiadały niskie, ziemne perony i zlokalizowane były w następujących miejscach:
- Warszawa Gdańska (po północnej stronie)
- Słodowiec (okolice współczesnych ulic Słodowiec, Ogólnej i Żeromskiego)[10]
- Zdobycz Robotnicza (rejon skrzyżowania Marymonckiej i al. Zjednoczenia)
- Bielany (rejon skrzyżowania ul. Marymonckiej i Dewajtis)
- Młociny Wieś (rejon ul. Zgrupowania AK Kampinos)
- Młociny Gmina (rejon Dzierżoniowskiej)
- Pancerz-Buraków (ul. Pancerz – Łomianki)
- Łomianki-Dąbrowa (ul. Wiślana)

Dalej linia kolejowa biegła w kierunku składnicy amunicji w Palmirach.